# Leichtathletik-Europameisterschaften 1978/Marathon der Männer

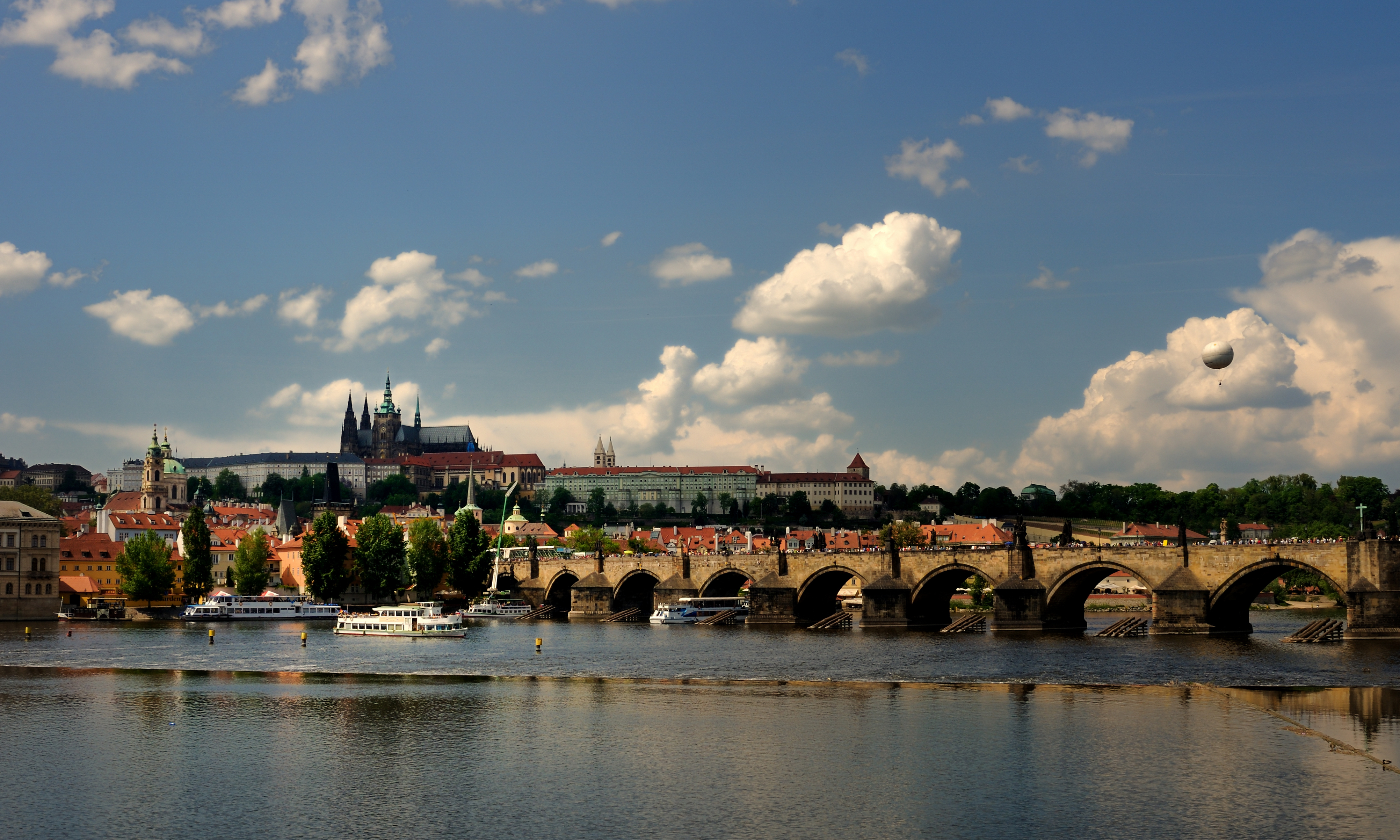
Blick auf Prag mit Prager Burg und Karlsbrücke im Jahr 2008

Der Marathonlauf der Männer bei den Leichtathletik-Europameisterschaften 1978 fand am 3. September 1978 in Prag, Hauptstadt der damaligen Tschechoslowakei (heute Tschechien), statt.
Es gab einen Doppelsieg für die UdSSR. Leonid Mossejew gewann das Rennen mit neuem Meisterschaftsrekord in 2:11:57,5 h. Vizeeuropameister wurde Nikolay Penzin vor dem belgischen Europameister von 1971 Karel Lismont.

## Rekorde / Bestleistungen

### Bestehende Rekorde / Bestmarken
Anmerkung:
Rekorde wurden damals im Marathonlauf und Straßengehen wegen der unterschiedlichen Streckenbeschaffenheiten mit Ausnahme von Meisterschaftsrekorden nicht geführt.
| Weltbestzeit         | Derek Clayton | 2:08:33,6 h | Antwerpen, Belgien       | 30. Mai 1969    |
| Europabestzeit       | Ian Thompson  | 2:09:12 h   | Christchurch, Neuseeland | 31. Januar 1974 |
| Meisterschaftsrekord | Karel Lismont | 2:13:09,0 h | EM Helsinki              | 15. August 1971 |

### Verbesserungen von Rekorden / Bestmarken
Im Rennen am 3. September wurde der bestehende EM-Rekord verbessert und außerdem gab es eine neue nationale Bestleistung.
- Meisterschaftsrekord: 2:11:57,5 h – Leonid Mossejew, Sowjetunion
- Nationale Bestleistung: 2:12:29,5 h – Cătălin Andreica, Rumänien

## Legende
Kurze Übersicht zur Bedeutung der Symbolik – so üblicherweise auch in sonstigen Veröffentlichungen verwendet:
| CR  | Championshiprekord                       |
| NBL | Nationale Bestleistung                   |
| DNF | Wettkampf nicht beendet (did not finish) |

## Ergebnis

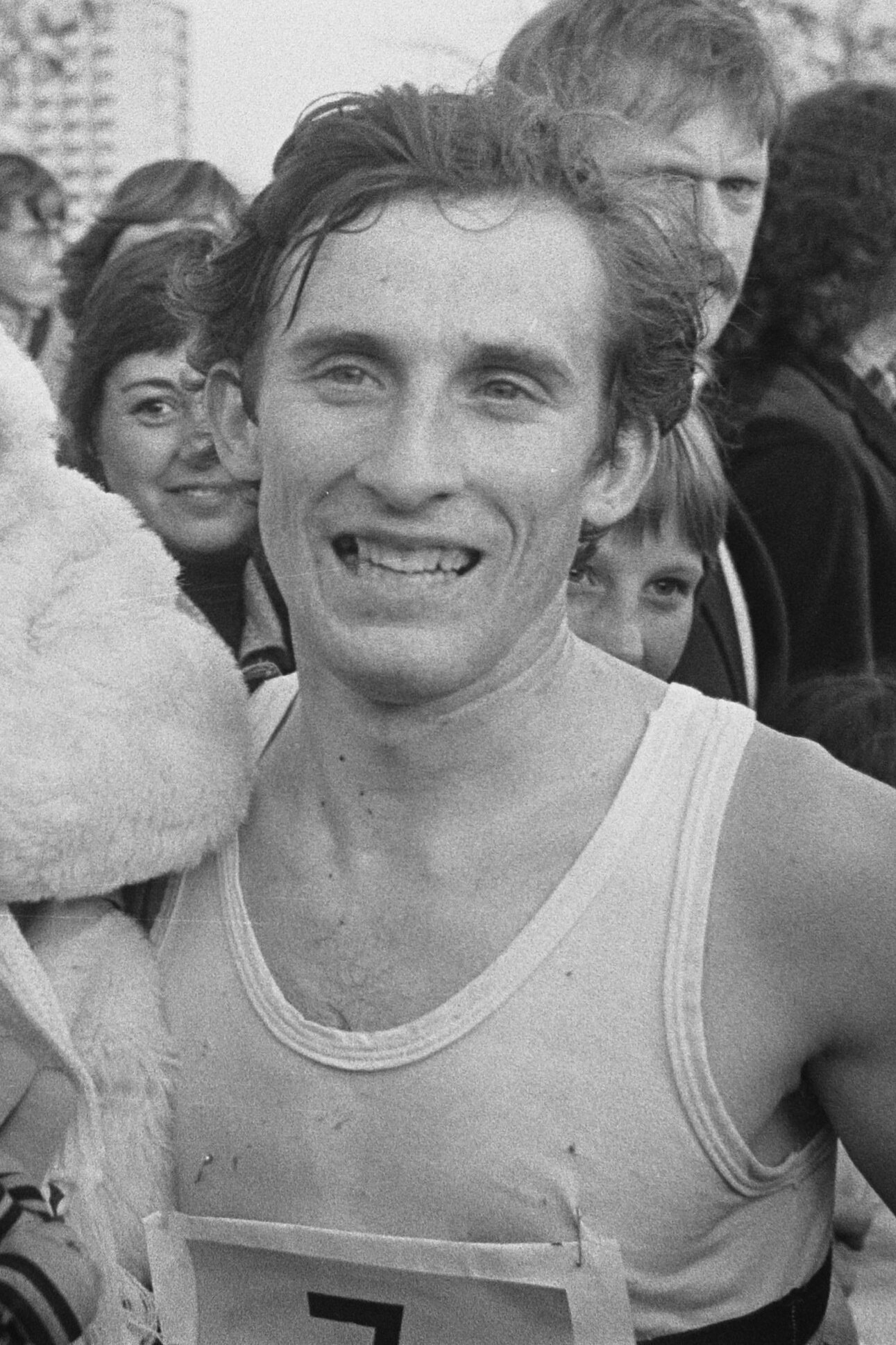
Der Europameister von 1971 Karel Lismont gewann diesmal Bronze
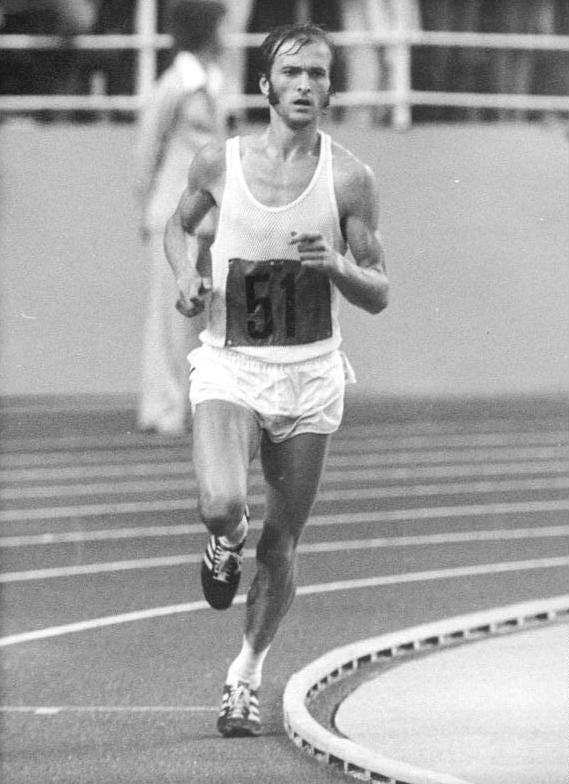
Platz vier für den Olympiasieger von 1976 und später auch 1980 Waldemar Cierpinski

3. September 1978
| Platz | Athlet                  | Land             | Zeit (h)      |
| ----- | ----------------------- | ---------------- | ------------- |
|       | Leonid Mossejew         | Sowjetunion      | 2:11:57,5 CR  |
|       | Nikolay Penzin          | Sowjetunion      | 2:11:59,0     |
|       | Karel Lismont           | Belgien          | 2:12:07,7     |
| 04    | Waldemar Cierpinski     | DDR              | 2:12:20,0     |
| 05    | Cătălin Andreica        | Rumänien         | 2:12:29,4 NBL |
| 06    | Massimo Magnani         | Italien          | 2:12:45,3     |
| 07    | Hans-Joachim Truppel    | DDR              | 2:12:54,3     |
| 08    | Jürgen Eberding         | DDR              | 2:13:39,7     |
| 09    | Dave Cannon             | Großbritannien   | 2:14:31,7     |
| 10    | Mihaíl Koúsis           | Griechenland     | 2:14:41,3     |
| 11    | Satymkul Dschumanasarow | Sowjetunion      | 2:14:43,3     |
| 12    | Göran Bengtsson         | Schweden         | 2:15:01,9     |
| 13    | Tony Simmons            | Großbritannien   | 2:15:31,5     |
| 14    | Ferenc Szekeres         | Ungarn           | 2:15:45,0     |
| 15    | Ryszard Marczak         | Polen            | 2:15:47,8     |
| 16    | Michelangelo Arena      | Italien          | 2:16:09,2     |
| 17    | Vlastimil Zwiefelhofer  | Tschechoslowakei | 2:16:37,6     |
| 18    | Henri Schoofs           | Belgien          | 2:16:49,5     |
| 19    | Josef Jánský            | Tschechoslowakei | 2:16:53,0     |
| 20    | Reinhard Leibold        | BR Deutschland   | 2:16:56,3     |
| 21    | Jean-Marie Ancion       | Belgien          | 2:17:24,5     |
| 22    | Ko van der Weijden      | Niederlande      | 2:17:32,8     |
| 23    | Bernard Bobes           | Frankreich       | 2:17:48,0     |
| 24    | Aarno Ristimäki         | Finnland         | 2:18:17,8     |
| 25    | Colin Taylor            | Großbritannien   | 2:18:44,5     |
| 26    | Antonio Romero          | Spanien          | 2:19:26,4     |
| 27    | Patrick Hooper          | Irland           | 2:20:28,5     |
| 28    | Manuel Paiva            | Portugal         | 2:20:49,4     |
| 29    | Richard Hooper          | Irland           | 2:21:00,2     |
| 30    | Cor Vriend              | Niederlande      | 2:21:25,2     |
| 31    | Henry Olsen             | Norwegen         | 2:21:35,1     |
| 32    | Sadık Salman            | Türkei           | 2:22:47,4     |
| 33    | Jørn Lauenborg          | Dänemark         | 2:23:14,8     |
| 34    | Roelof Veld             | Niederlande      | 2:23:38,3     |
| 35    | András Fancsali         | Ungarn           | 2:23:39,7     |
| 36    | Veli Ballı              | Türkei           | 2:25:56,2     |
| 37    | Kyriakos Lazaridis      | Griechenland     | 2:32:16,9     |
| DNF   | Paolo Accaputo          | Italien          |               |
| DNF   | Jörgen Hein             | Dänemark         |               |
| DNF   | Lars Enqvist            | Schweden         |               |
| DNF   | Jan Fjærestad           | Norwegen         |               |
| DNF   | Bjarne Brøndum          | Dänemark         |               |
| DNF   | Miroslav Krsek          | Tschechoslowakei |               |
| DNF   | Ryszard Kopijasz        | Polen            |               |
| DNF   | Håkan Spik              | Finnland         |               |
| DNF   | Aniceto Simões          | Portugal         |               |
| DNF   | Fernand Kolbeck         | Frankreich       |               |
| DNF   | Øyvind Dahl             | Norwegen         |               |
| DNF   | Jochen Schirmer         | BR Deutschland   |               |

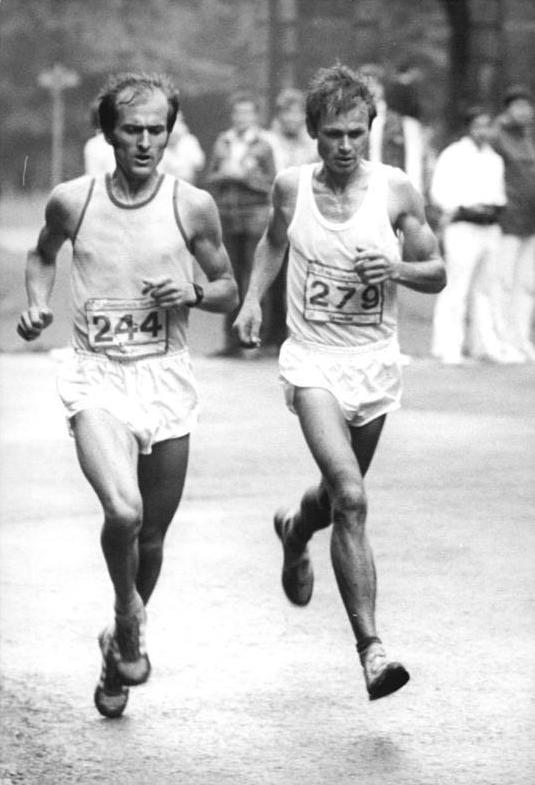
Hans-Joachim Truppel (auf dem Foto rechts neben Cierpinski) – Platz sieben
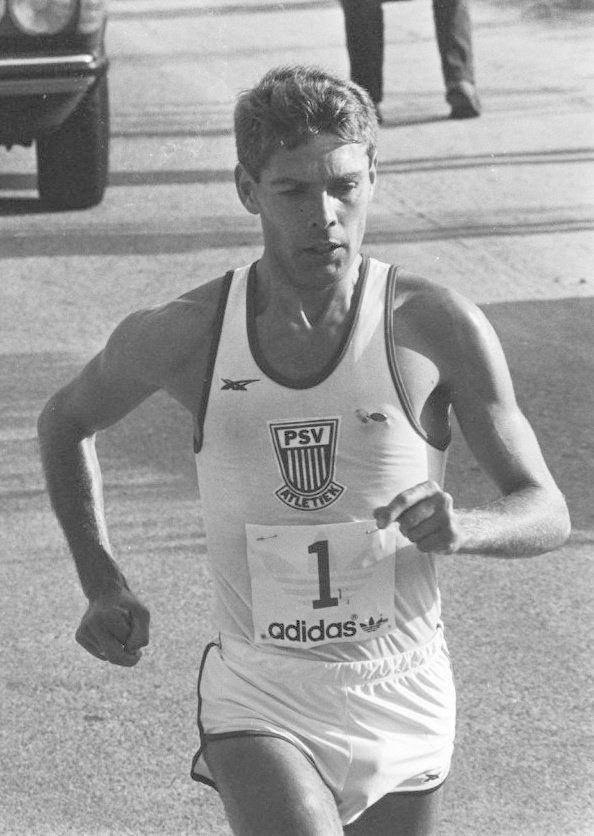
Cor Vriend – Platz dreißig

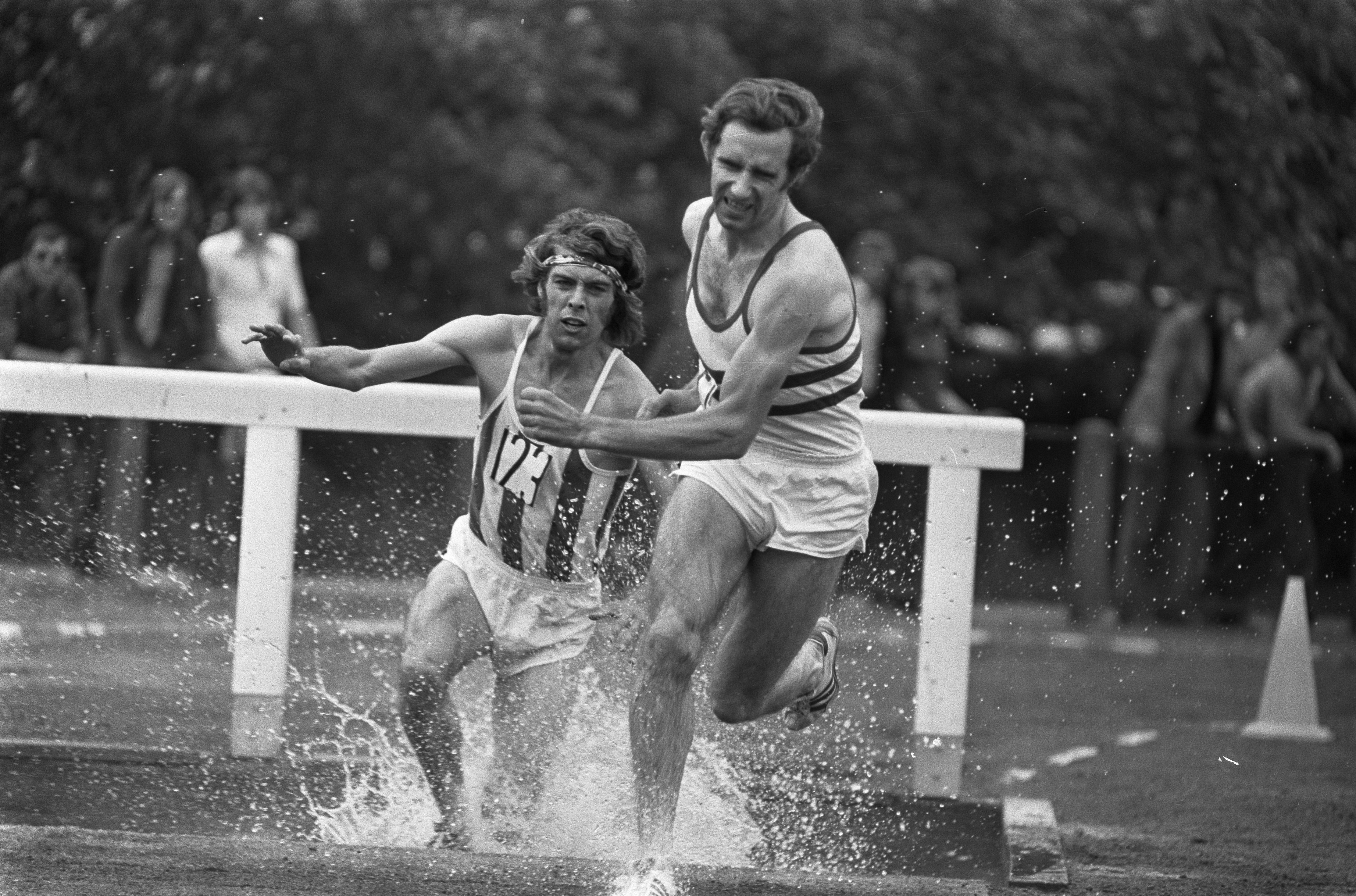
Roelof Veld (hier bei einem Hindernisrennen in führender Position) – Platz 34
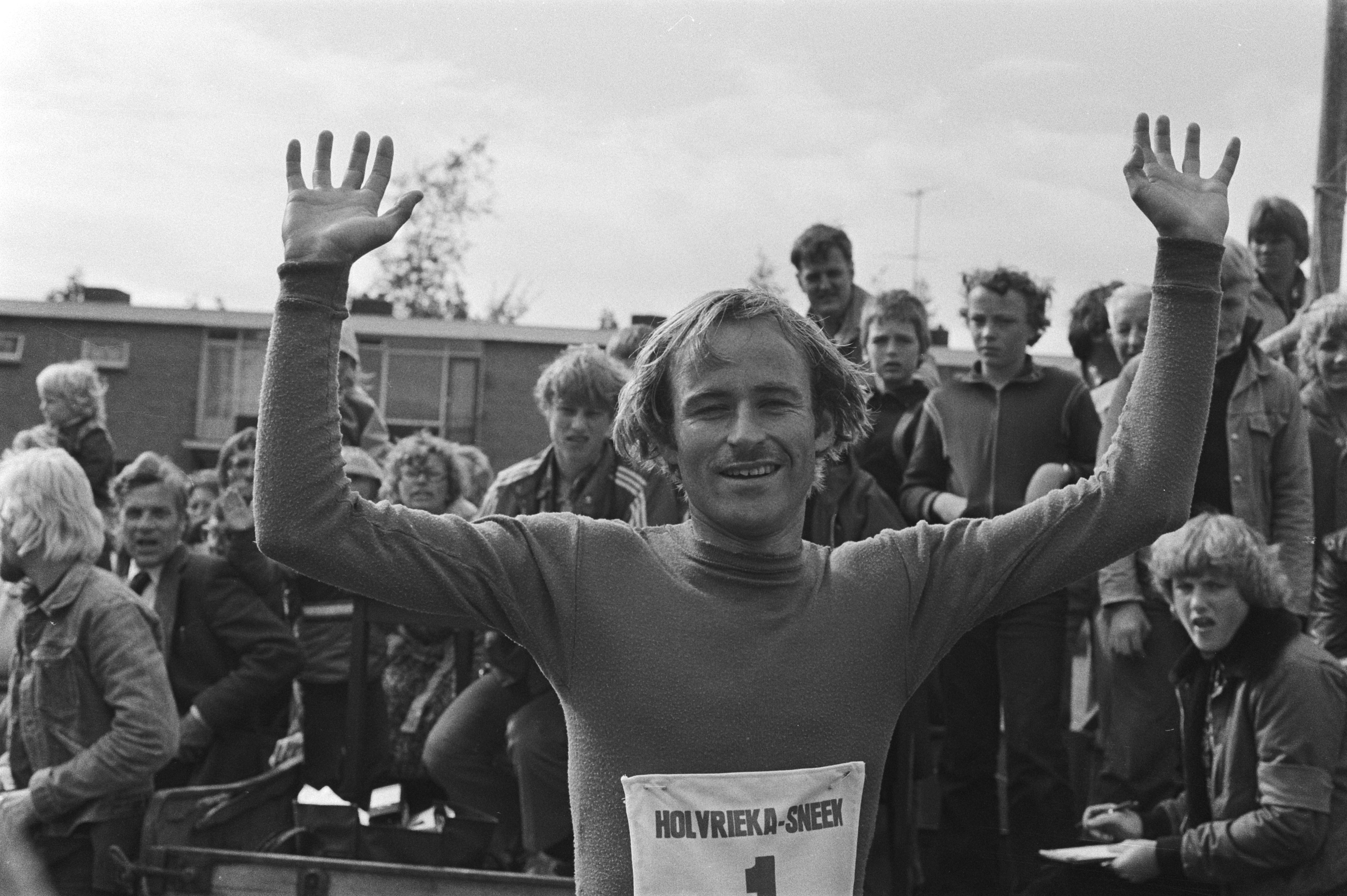
Jan Fjærestad – Rennen nicht beendet
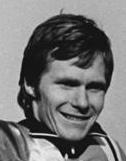
Øyvind Dahl (hier in der DDR im Jahr 1980) – Rennen nicht beendet